# Ahtna

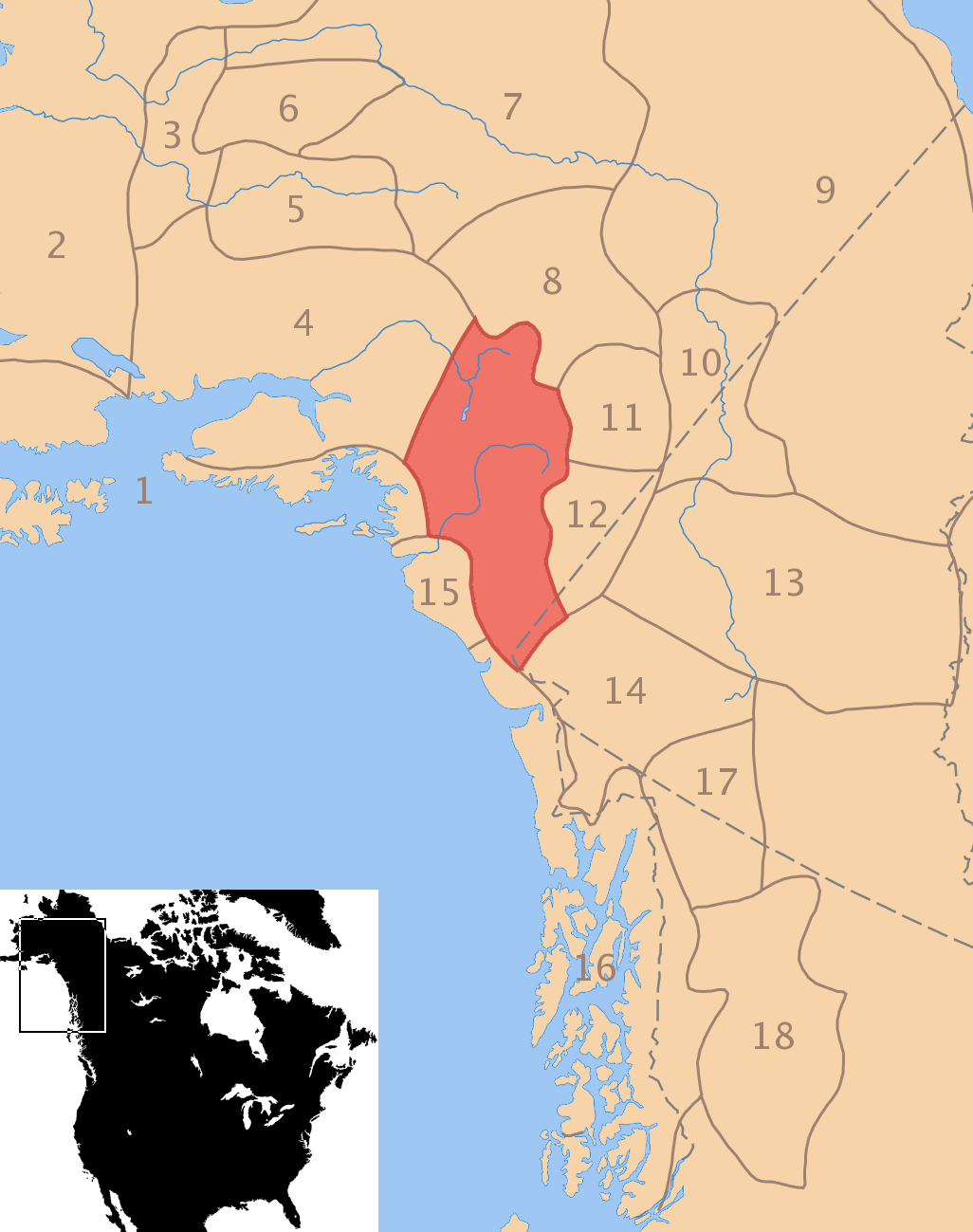
Ahtna

Ahtna (auch Ahtena) oder Copper River Athabasken sind eine Stammesgruppe der Alaska Athabasken bzw. Alaska Dene im Südosten Alaskas, deren ursprüngliches Stammesgebiet  'Atna' Nene'  („Land entlang des Copper River, d. h. Land der Ahtna“) das Flussgebiet des Copper River (Atna River) (‘Atna’tuu  – „Fluss der Ahtna“) und dessen Nebenflüssen (Chitina River, Slana River, Chistochina River, Gulkana River, Gakona River, Tazlina River, Klutina River, Tonsina River, Tiekel River) sowie des Upper Susitna River (Sasutna – „Sandiger Fluss“) und Nenana River (Ninae Na'  – „nomadischer Fluss“) erstreckte, die in das Cook Inlet (Danse'  – „in der Vorwärtsrichtung“) und den Golf von Alaska münden. Zusammen mit den benachbarten ebenfalls athabaskischen Dena'ina werden sie oftmals auf Grund kultureller Adaption als Südliche Alaska Athabasken (Southern Alaskan Athabaskans) bzw. Südliche Alaska Dene bezeichnet, da beide Stammesgruppen kulturell stark den südlich lebenden Tlingit sowie anderen Völkern gleichen.
1971 regelte der Alaska Native Claims Settlement Act die Gebietsansprüche der Indigenen Völker Alaskas und übertrug Grundbesitzrechte auf 13 Alaska Native Regional Corporations (Gebietskörperschaften) und über 200 Körperschaften auf Ebene der so genannten Alaska Villages. Ähnlich den kanadischen Inuit und First Nations, die als eigene Völker anerkannt sind, unterscheiden sich die Rechte und Eigenverwaltung der indigenen Völker Alaskas gegenüber der Tribal sovereignty (Selbstverwaltungsrecht) der auf Bundesebene anerkannten Stämme (sog. Federally Recognized Tribes) der Indianer im Rest der USA.
Heute gibt es acht Alaska Native tribal entities bzw. Alaska Villages der Ahtna (Cantwell, Chistochina, Chitina, Copper Center, Gakona, Gulkana, Mentasta und Tazlina), die ebenfalls rechtlich zu den auf Bundesebene anerkannten Stämmen zählen (den sog. Federally Recognized Tribes). Sieben der acht Alaska Villages (Cantwell (Yidateni Na), Chistochina (Tiis 'Na oder Tsiistl'edze' Na'), Copper Center (Kluti-Kaah oder Tl'aticae'e), Gakona (Ggax Kuna'), Gulkana (C'ulc'e Na'), Mentasta Lake (Mendaesde) und Tazlina (Tezdien Na)) haben sich zu einer der dreizehn Gebietskörperschaften – der Ahtna, Inc. – zusammengeschlossen, nur Chitina (Tsedi Na') blieb als Chitina Native Corporation unabhängig.

## Namensherkunft
Die heute üblichen Stammesbezeichnungen als Ahtna, Ahtena oder Copper River Athabasken sind eine Anglisierung des Autonyms einer der vier regionalen Ahtna-Bands als Atna Hwt'aene / Atnahwt'aene („Volk am 'Atna' River, d. h. am Copper River“), die Bedeutung wird meist fälschlich als „Eis-Menschen“ wiedergegeben. Jedoch bezieht sich diese Gruppen/Band-Bezeichnung auf das Wohngebiet nur einer regionalen Band, die ihr Territorium entlang des Copper River ('Atna' tuu) („Fluss der Ahtna“) hatten. Alle Ahtna-Bands begriffen sich zuerst als eigenständige Gruppe/Band die meist fest mit einem Dorf oder Fluss verbunden war und sich danach benannten, somit setzen sich die Bandnamen meist aus Koht'aene [kote-an-eh] / Hwt'aene („Bewohner einer Gegend“, „Volk entlang, von, vom …“) sowie dem Dorf, Berg oder Fluss zusammen.
Weitere Schreibweisen des Namens: Atnatana, Ahtnakotana, Ahtna-Khotana oder Ahtna-Kohtaeneda.

## Soziopolitische Organisation
Die Ahtna waren in halbnomadischen regionalen Bands mit festen Stammesgebieten unterteilt, die jeweils verschiedene jedoch untereinander verständliche Dialekte sprachen. Diese Bands waren wiederum in mehrere Lokalgruppen gegliedert, welche sich aus einer oder mehreren matrilokalen und matrilinearen Großfamilien zusammensetzten.
Zumeist identifizierten sich die Ahtna – wie die meisten Athabasken auf Grund des Prinzips Verwandtschaft und insbesondere ihres starken Individualismus – nach der Zugehörigkeit ihrer regionalen Band/Gruppe als Koht'aene [kote-an-eh] / Hwt'aene – „Bewohner einer Gegend“ oder „Volk entlang, von, vom …“, um durch eine Ortsangabe (z. B. einem Flussnamen oder Dorfnamen) die Zugehörigkeit zu einer regionalen Band/Gruppe zu bestimmen.
Geographisch, sprachlich sowie teilweise auch kulturell unterscheidet man heute meist folgende Gruppierungen, die wiederum mehrere Bands umfassten:
- Lower (Copper River) Ahtna oder Atna Hwt'aene / Atnahwt'aene („Volk am 'Atna' River, d. h. am Copper River“): lebten an der Mündung des ('Atna') Copper Rivers in den Golf von Alaska, von Copper Center südwärts bis zu Chitina.
  - Chitina (Tsedi Ná) / Taral (Taghaelden) Band – heute: Native Village of Chitina (Tsedi Ná)[5] („Kupfer-Fluss“; Population (2010 Census): 126; Aktuelle Population (2018): 93)[6]
  - Tonsina (Kentsii Cae'e oder Kentsii Na‟) / Klutina (Tl‟atii Na‟) Band – heute: Native Village of Kluti Kaah (Tl’aticae’e or Tl‟atii Na‟) („Mündung des Klutina River“ oder „Unterirdischer Fluss“, früher Native Village of Copper Center. Population (2010 Census): 328; Aktuelle Population (2018): 317)[7]
- Central Ahtna, Middle Ahtna oder Dan'ehwt'aene (Copper Center bis zu Gakona-Chistochina)
  - Gulkona (C‟ulc‟e Na‟) / Gakona (Ggax Kuna‟) Band – heute:
    - Nativa Village of Gulkana (C'uul C'ena') („reissender Fluss“. Population (2010 Census): 119; Aktuelle Population (2018): 113)
    - Native Village of Gakona (Ggax Kuna’) („Kaninchen-Fluss“. Population (2010 Census): 218; Aktuelle Population (2018): 203)[8]
- Western Ahtna oder Tsaay Hwt'aene / Dze Ta Hwt'aene („Volk inmitten der Berge, der Nutzotin Mountains“)[9] bzw. Hwtsaay Hwt'aene / Hwtsaay hwt'aene (“Small Tree People” oder “Small Timber People”): bewohnten das Hwtsaay Nene'  (“small timber land”) genannte Hochland entlang des Upper Gulkana und Upper Susitna River, von Tazlina Lake bis zu Cantwell
  - Tyone („Häuptling“) / Mendeltna (Bendilna) Band – heute: Native Village of Tazlina (Tezdlen Na') („schnell fließender Fluss“. Population (2010 Census): 297; Aktuelle Population (2018): 263)[10]
  - Cantwell (Yidateni Na‟) / Denali (Dghelaayce‟e) Band – heute: Native Village of Cantwell (Yidateni Na') (″Jaw Trail Creek″, im American English: Jack River. Population (2010 Census): 222)[11]
- Upper (Copper River) Ahtna oder Tatl'a Hwt'aene / Tatl'ahwt'aene / Taa'tl'aa Denae („Volk vom Oberlauf des ('Atna') Copper River“)[12] (Chistochina bis zu Mentasta Lake)
  - Sanford River (HwdinndiK‟ełt‟aeni) / Chistochina (Tsiistl‟edze‟ Na‟) Band[13] – heute: Cheesh-Na Tribe (früher: Native Village of Chistochina (Tsiis Tl’edze’ Caegge); “Cheesh-Na” bedeutet „Blau-Ocker-Fluss“. Population (2010 Census): 97; Aktuelle Population (2018): 88)
  - Slana (Stl’aa Caegge) / Batzulnetas (Nataełde) Band – heute: Teil des Native Village of Mentasta (Mendaesde)
  - Mentasta (Mendaesde) Band – heute: Native Village of Mentasta (Mendaesde) („flacher See“. Population (2010 Census): 112; Aktuelle Population (2018): 128)

## Sprache
Ihre Sprache wird meist ebenfalls Ahtna (Athena) genannt und ist eine vom Aussterben ernsthaft bedrohte Sprache, da zurzeit nur ca. 30 bis 80 Stammesmitglieder diese als Muttersprachler beherrschen. Sie selbst bezeichnen ihre Sprache einfach als Atnakenaege’ („Sprache der Ahtna“).
Man unterscheidet vier Dialekte und acht regionale Bands (Stammesgruppen), die untereinander verständlich sind: Weitere historisch und teilweise heute noch in der Fachliteratur übliche Bezeichnungen für die Sprache sind: Ahtena, Nabesna, Tanana, Ah-tena, Atna, Copper River, Mednovskiy.
„Lower Ahtna“ umfasst die Siedlungen der Chitina, Lower Tonsina, Chistochina und einige im Copper Center-Gebiet, „Upper Ahtna“ wird in der Region rund um Mentasta Lake gesprochen, „Central Ahtna“ Siedlungen finden sich im Gebiet um Tazlina, Gulkana, Gakona und Copper Center, „Western Ahtna“ Siedlungen sind Cantwell, Mendeltna, Sutton-Alpine, Tyone Village, Chickaloon, Valdez Creek und einige Bewohner in Talkeetna sprechen ebenfalls diesen Dialekt.
- Lower Ahtna oder Atnahwt'aene
  - Chitina (Tsedi Ná) / Taral (Taghaelden) Band
  - Tonsina (Kentsii Cae'e or Kentsii Na‟) / Klutina (Tl‟atii Na‟) Band
- Central Ahtna / Middle Ahtna oder Dan'ehwt'aene
  - Gulkona (C‟ulc‟e Na‟) / Gakona (Ggax Kuna‟) Band
- Western Ahtna oder Tsaay Hwt'aene
  - Tyone („Häuptling“) / Mendeltna (Bendilna) Band
  - Cantwell (Yidateni Na‟) / Denali (Dghelaayce‟e) Band
- Upper Ahtna oder Tatl'ahwt'aene
  - Sanford River (HwdinndiK‟ełt‟aeni) / Chistochina (Tsiistl‟edze‟ Na‟) Band[15]
  - Slana (Stl’aa Caegge) / Batzulnetas (Nataełde) Band
  - Mentasta (Mendaesde) Band